# Alessio Delle Vedove
Alessio Delle Vedove (* 11. Februar 2004 in Mirano) ist ein italienischer Radrennfahrer, der auf der Straße und der Bahn aktiv ist.

## Sportliche Laufbahn
Als Junior machte Delle Vedove vorrangig auf der Bahn auf sich aufmerksam. Bei den Weltmeisterschaften 2021 gewann er mit dem italienischen Team die Silbermedaille in der Mannschaftsverfolgung. 2022 errang er mit dem Team in der Mannschaftsverfolgung den Titel sowohl bei den Weltmeisterschaften als auch den Europameisterschaften.
Mit dem Wechsel in die U23 wurde Delle Valle 2023 Mitglied bei Circus-Re Uz-Technord, dem Development Team des UCI WorldTeams Intermarché-Circus-Wanty. Seinen ersten Sieg bei einem internationalen Rennen auf der Straße erzielte er bei der Flanders Tomorrow Tour 2023, bei der er den Massensprint der zweiten Etappe gewann. 2024 blieb er ohne nennenswerte Ergebnisse.
Zur Saison 2025 wechselte Delle Vedove zum XDS Astana Development Team.

## Erfolge

### Bahn
2021
- Junioren-Weltmeisterschaften – Mannschaftsverfolgung (mit Bryan Olivo,  Andrea Violato und Lino Colosio)

2022
- Junioren-Weltmeister –  Mannschaftsverfolgung (mit Renato Favero, Luca Giaimi, Andrea Raccagni Noviero und Matteo Fiorin)
- Junioren-Europameister – Mannschaftsverfolgung (mit Renato Favero, Luca Giaimi und Andrea Raccagni Noviero)

### Straße
2023
- eine Etappe Flanders Tomorrow Tour